# Teddy Powell
Teddy Powell (Oakland, 1905. március 1. – New York, 1993. november 17.) amerikai dzsesszzenész, zenekarvezető, zeneszerző, hangszerelő.

## Pályakép
Gyerekkorában hegedülni tanult, majd bendzsózott és gitározott. Tizenhét évesen az Abe Lyman Orchestra-nál kezdett énekelni, hangszerelni és menedzserként is foglalkoztatták. 1938-ig Lymannel dolgozott: rádiózenekarokat szervezett.
Powell számos kompozíciót írt pályafutása során, néhányat „Freddy James” álnéven. Legismertebb számai közé tartozik a Take Me Back to My Boots és a Saddle, ami Tommy Dorsey zenekának sikerei voltak. A Boots és a Saddles elnyerte az 1935-ös ASCAP-díját az év legjobb western dala kategóriában. Az If My Heart Could Only Talk Billie Holiday sikere volt.
Benny Goodman, Tommy Dorsey és a Casa Loma Orchestra korábbi tagjaival Powell 1939-ben megalapította saját zenekarát. A Teddy Powell Swing Orchestra nagy népszerűségnek örvendett New Yorkban. A zenekarban számos később ismertté vált dzsesszzenész játszott: Charlie Ventura, Tony Aless, Mary Ann McCall, Alvin Stoller, Irving Fazola, Milt Bernhart, Barry Galbraith, Lee Konitz.
Powell zenekara két zenés filmben is szerepelt (Jam Session for Columbia, Melody Gardens for Universal). Zenekara a hadsereg és a haditengerészet különböző bázisain is játszott, előadásaikat az AFRS rádió is közvetítette.
1941-ben (?) Powellt öt hónap börtönbüntetésre ítélték vesztegetés miatt (mert csalt: el akarta kerülni a katonai szolgálatot). Szabadulása után után zenekara ismét játszott. 1954-ben elhagyta a zenekart, és már csak a zeneszerzéssel foglalkozott. Közben lemezkiadót is alapított New Yorkban (Tee Pee Music Co.)

## Lemezválogatás
- Teddy Powell (1942)
- Teddy Powell (1942-43)
- Riding the Subways (?)

## Filmek
- Jam Session for Columbia
- Melody Gardens for Universal